# Сказання про Сіявуша
«Сказання про Сіявуша» — радянський художній фільм 1976 року, третя частина історичної кінотрилогії на епічну поему Фірдоусі «Шах-наме». Фільм знятий на кіностудії «Таджикфільм» режисером Борисом Кімягаровим. Складається з двох частин: «Сиявуш і Судабе» і «Під прапором оленя».

## Сюжет
Шляхетний і щирий царевич Сіявуш — син іранського шаха Кавуса, вихованець богатиря Рустама. Його молода мачуха Судаба присягнулася помститися йому за те, що Сіявуш відкинув її любов. Тим часом в Іран вторглися війська правителя Турана Афрасіаба, але іранці під керівництвом Сіявуша розбили ворогів. На знак примирення Афрасіаб надіслав заручників, проте старий шах Кавус наказав стратити їх. Вражений такою підступністю Сіявуш їде з Ірану. Він зустрів красуню Фарангіз, дочку Афрасіаба, одружився з нею і заснував нове, мирне і прекрасне місто, населений лише молодими. Підступна Судаба оббрехала Сіявуша перед Афрасіабом, і той в гніві наказав стратити свого зятя. Розуміючи, що в такому разі стане неминучою нова війна між Іраном і Тураном, Сіявуш заради запобігання кровопролиття покінчив життя самогубством.

## У ролях
- Бімболат Ватаєв — Рустам
- Фархад Юсуфов — Сіявуш
- Світлана Орлова — Судаба
- Отар Коберідзе — Кавус
- Хабібулло Абдуразаков — Бахрам
- Ділором Камбарова — Фаріда
- Талгат Нігматулін — Тулан
- Аслі Бурханов — Мобед
- Гурмінч Завкібеков — Гарсіваз
- Алмас Аскерова — цариця
- Шамсі Кіямов — поет
- Імомберди Мінгбаєв — Демур
- Картлос Марадішвілі — Гів
- Файме Юрно — Фарангіз
- Махамадалі Махмадієв — Гуруй
- Валерія Сироватко — Лейла

## Знімальна група
- Режисер — Борис Кімягаров
- Автор сценарію та автор віршів — Григорій Колтунов
- Оператор — Давлатназар Худоназаров
- Композитор — Аріф Меліков
- Художники — Шавкат Абдусаламов, Леонід Шпонько